# 3Arena (Stockholm)
Die 3Arena ist ein Fußballstadion im Stadtteil Johanneshov der schwedischen Hauptstadt Stockholm. Dank eines schließbaren Dachs können verschiedene weitere Veranstaltungen stattfinden. Die Fußballvereine Djurgårdens IF und Hammarby IF nutzen es als Heimspielstätte.

## Geschichte
Das am 24. August 2013 eröffnete Stadion bietet bei Fußballspielen rund 30.000, sowie bei Konzerten ca. 40.000 Plätze. Bei der Einweihung traten die Künstler Robyn, Lars Winnerbäck und Kent auf. Die Anlage liegt wie die Mehrzweckhallen Avicii Arena und Hovet im Areal Globen City. Das erste Fußballspiel wurde schon vor der Eröffnung am 20. Juli zwischen dem Hammarby IF und Örgryte IS ausgetragen. Die 29.175 Besucher sahen ein torloses Unentschieden.
Die Tele2 Arena war eine von drei möglichen Veranstaltungsstätten, mit denen sich Stockholm als Austragungsort für den Eurovision Song Contest 2016 beworben hatte.
Im Januar 2020 wurden die Halbfinal- und Finalspiele (Plätze 1 bis 6) der Handball-Europameisterschaft 2020 der Männer dort ausgetragen. 2023 ist die Spielstätte ein Austragungsort der Handball-Weltmeisterschaft der Männer.
Seit dem 1. Januar 2025 trägt das Stadion offiziell den neuen Sponsorennamen 3Arena. Nach dem Telekommunikationsunternehmen Tele2 ist die schwedische Abteilung des Mobilfunk- und Breitband-Internetanbieter 3 (Tre Sverige) neuer Namensgeber. 3 schloss einen Vertrag mit dem Veranstaltungsbetreiber Stockholm Live, Teil von ASM Global. 3 hat einen bestehenden Vertrag mit ASM Global für Großbritannien und Europa. In der irischen Hauptstadt Dublin gibt es seit 2014 eine Konzert- und Veranstaltungshalle namens 3Arena. Der Sponsor wird die Anlage u. a. mit dem Mobilfunkstandard 5G ausstatten.

## Galerie

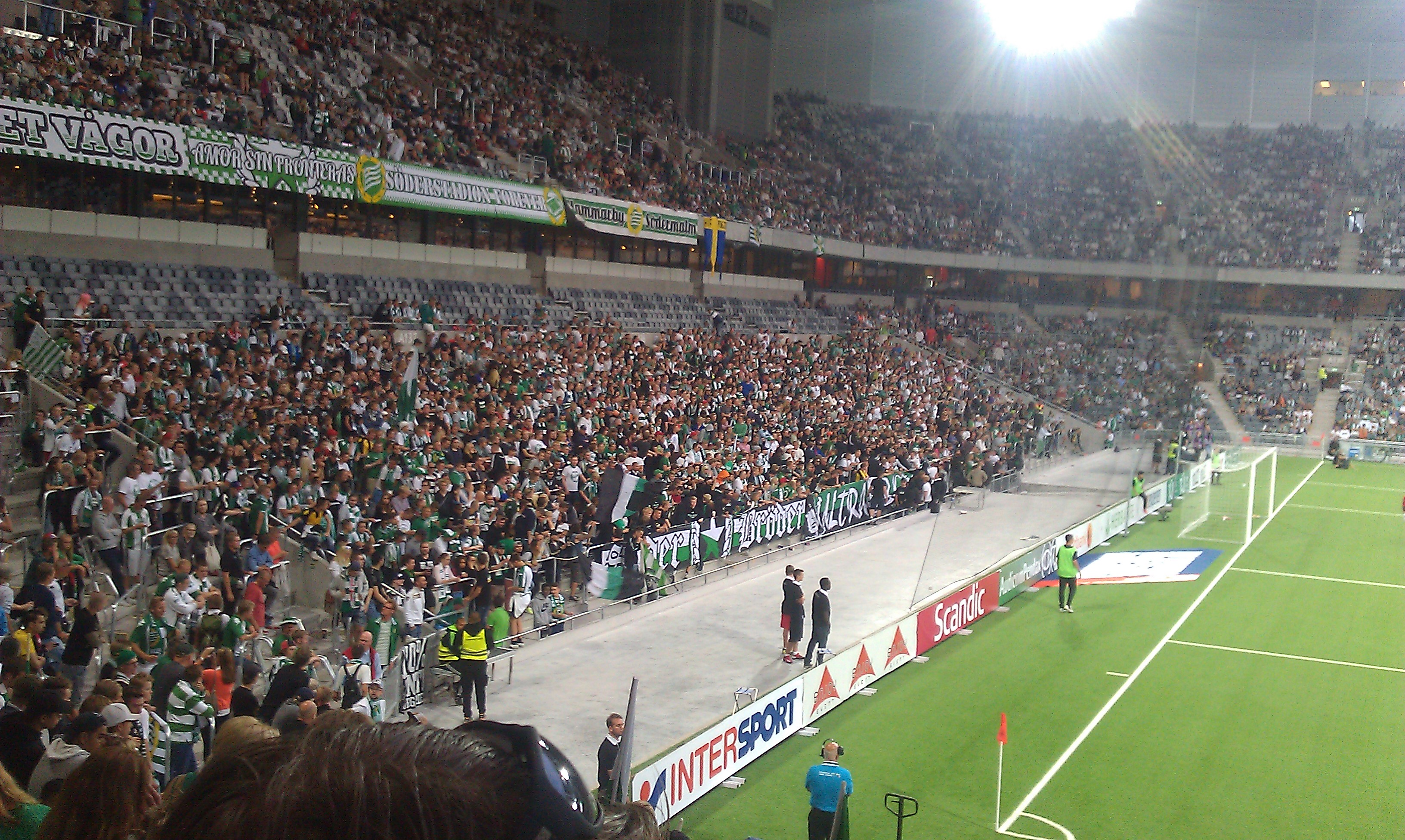
Erstes Spiel in der Arena zwischen dem Hammarby IF und dem Örgryte IS am 20. Juli 2013
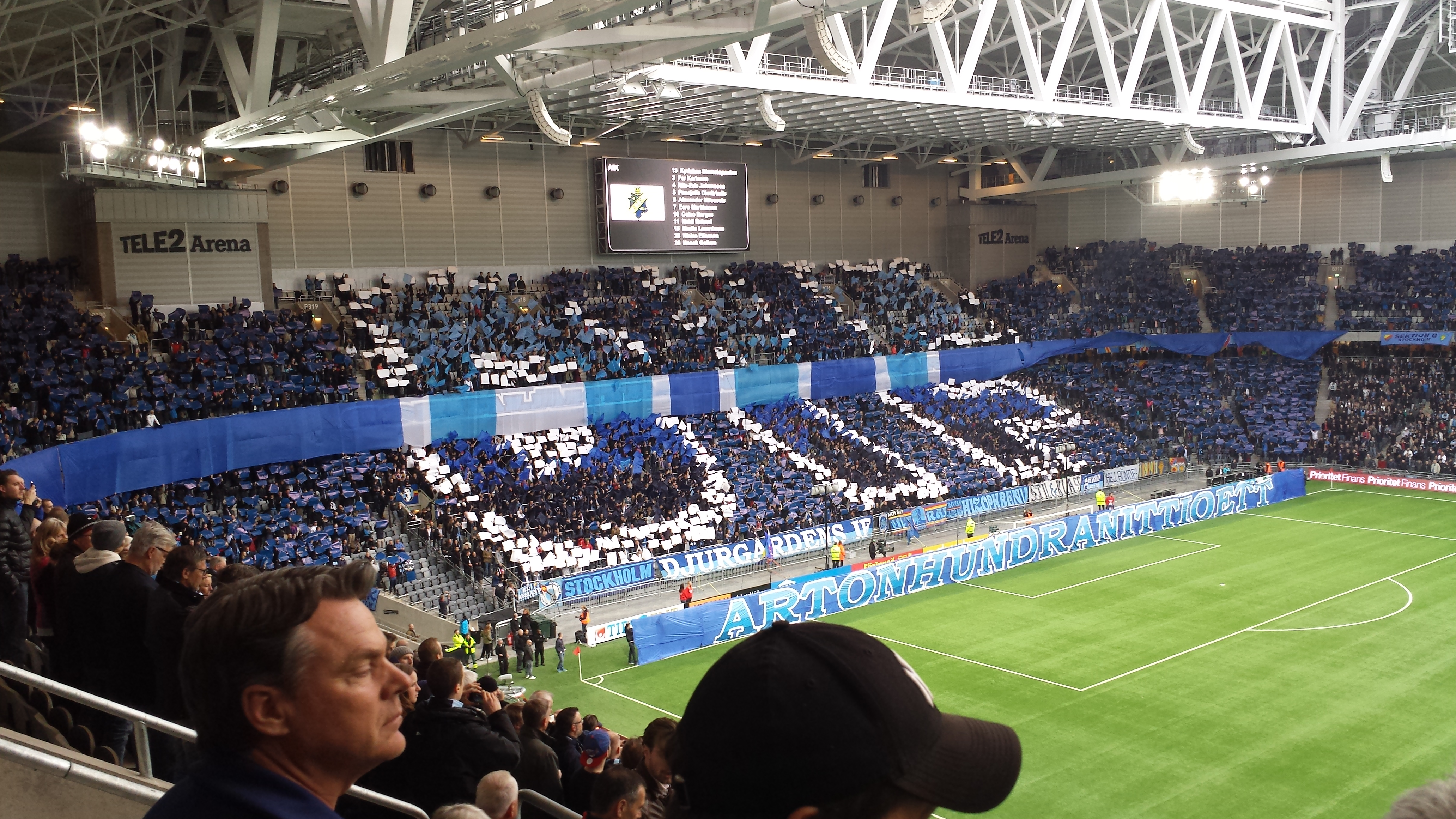
Choreografie der DIF-Fans beim Spiel am 16. April 2014 gegen den Rivalen AIK Solna (2:3 vor 25.175 Zuschauern)
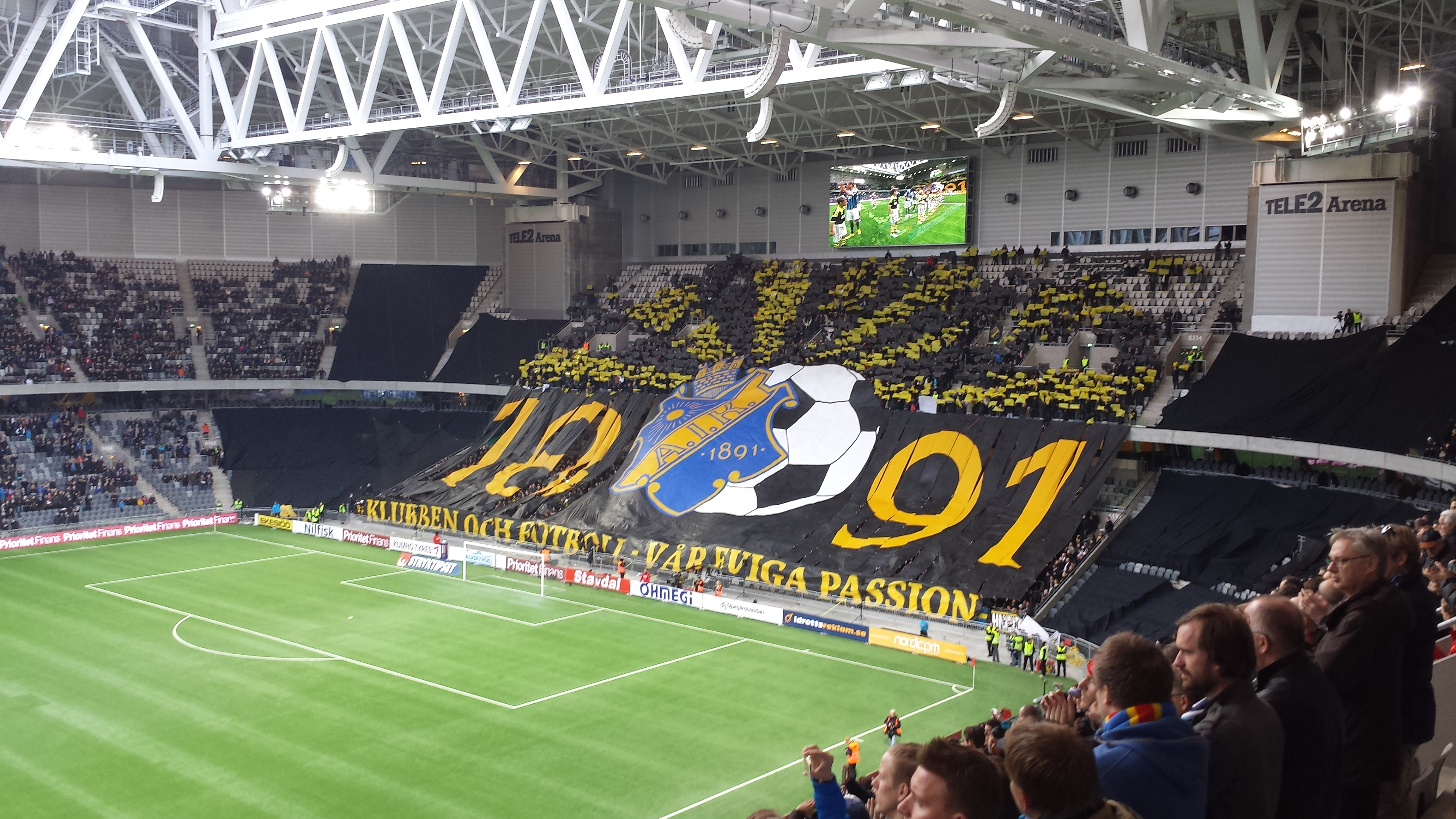
Choreografie der AIK-Fans auf der Gegenseite
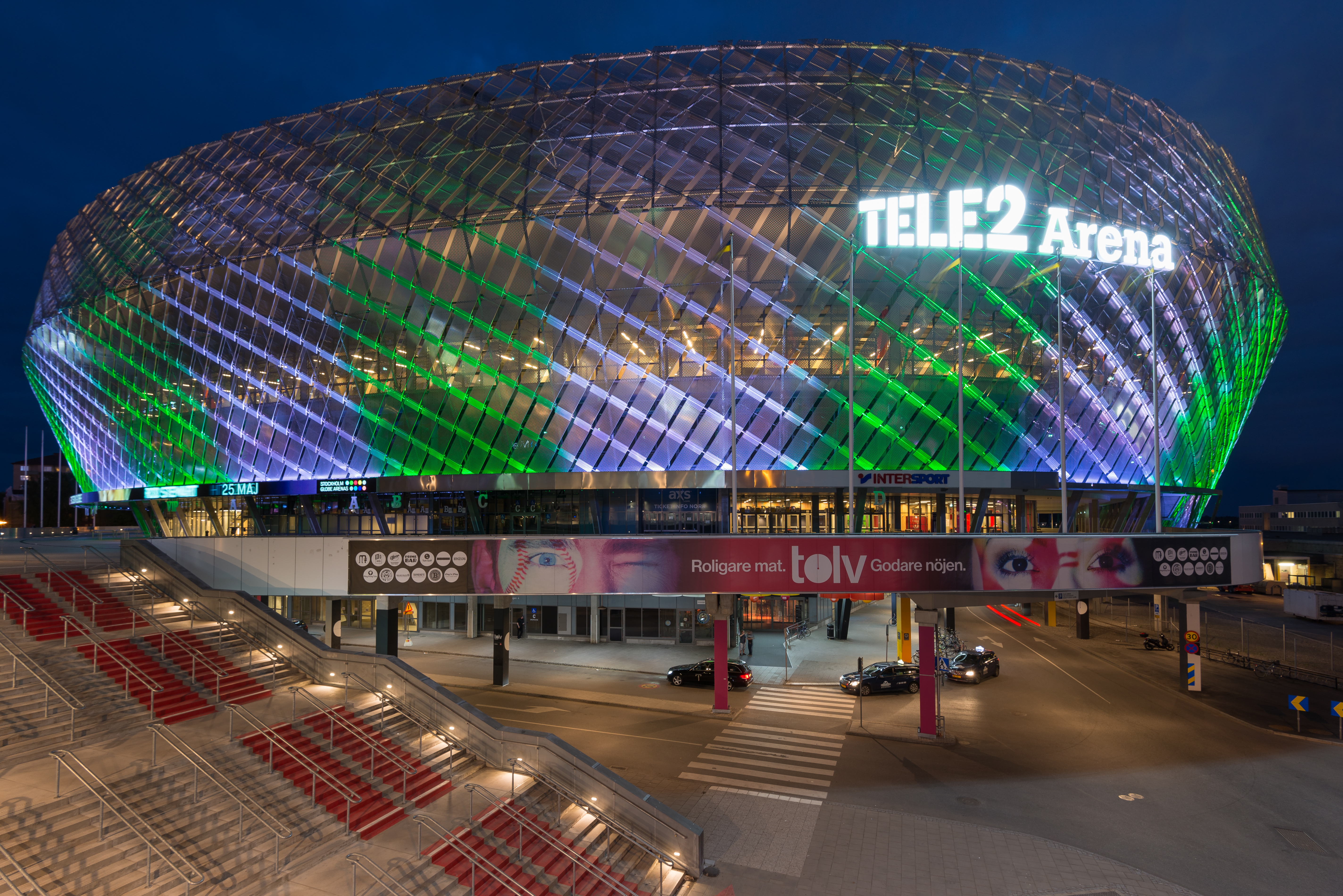
Die abendlich beleuchtete Arena im Mai 2016
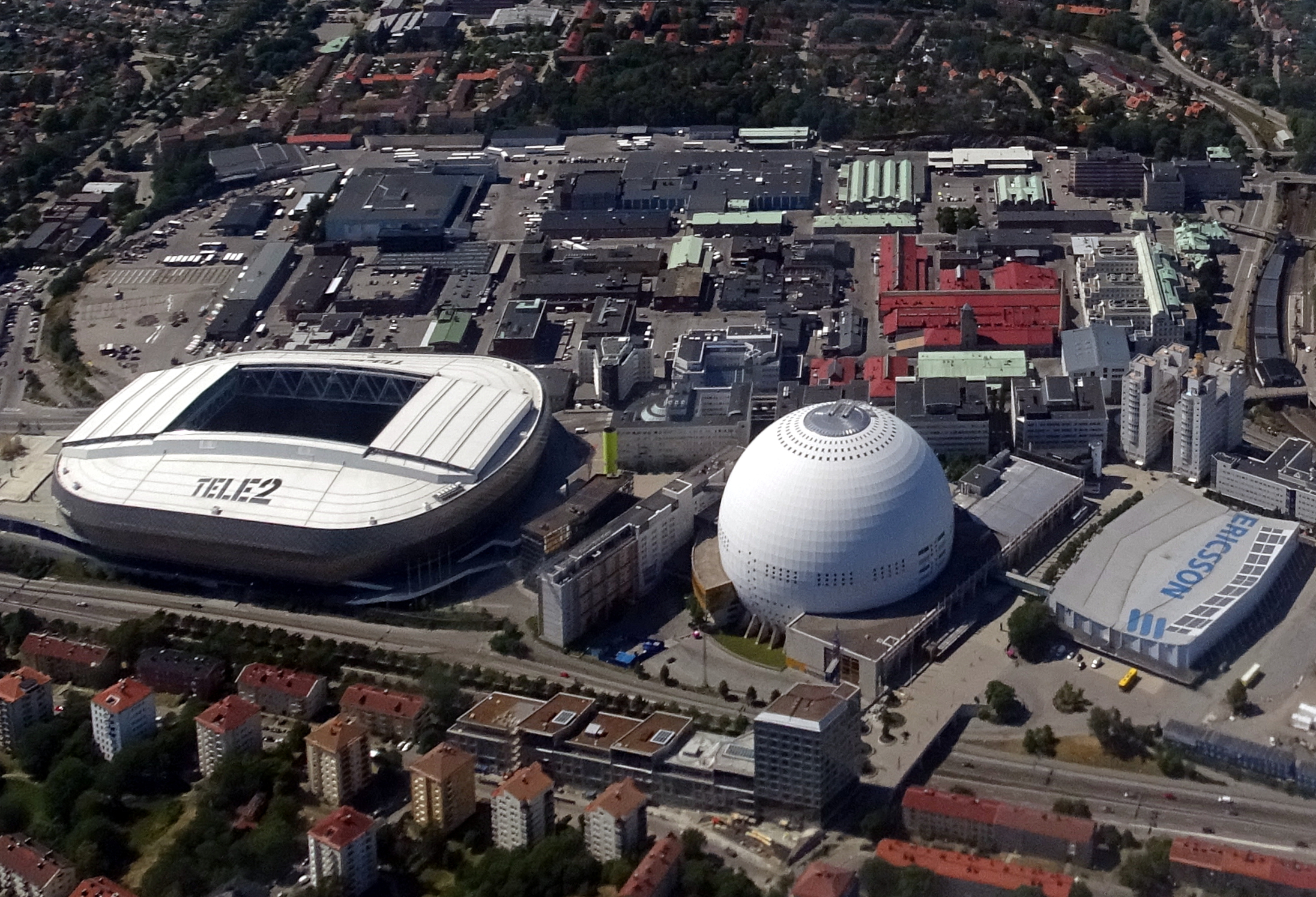
Luftbild der Arena (links), in der Mitte die Avicii Arena und rechts die Hovet im Juli 2018